# Rasmus Enström
Rasmus Enström (* 17. November 1989) ist ein schwedischer Unihockeyspieler, der seit 2024 für den UHC Alligator Malans in der Lidl Unihockey Prime League spielt.

## Vereinskarriere

### Frühe Vereinskarriere
Enström begann seine Unihockeykarriere bei Råby BK in seinem Heimatort Västerås. Später spielte er jeweils eine Saison für die ebenfalls in Västerås ansässigen Teams von Skälby IBK und MIK Västerås, wo er bereits erste Erfahrung im Herrenteam sammeln durfte, das damals bei beiden Vereinen in der Division 3 (damals vierthöchste Spielklasse) antrat.

### Västerås IBF
2007 wechselte er als 17-jähriger zum Spitzenteam seiner Heimatstadt, Västerås IBF. Die damals noch in der zweitklassigen Division 1 spielende Mannschaft wurde souveräner Staffelsieger und erreichte schließlich den Aufstieg in die SSL. Mit 17 Toren und 14 Assists leistete Enström einen wesentlichen Beitrag zu diesem Erfolg. In der Saison 2008/09 wurde Västerås IBF Elfter in der SSL und verpasste damit zwar die Play-offs, konnte die Klasse jedoch halten. Enström gelangen 9 Tore und 14 Assists. Zum Saisonende gab Enström seinen Wechsel zum IBF Falun bekannt.

### IBF Falun
Im ersten Jahr mit IBF Falun scheiterte Enström noch im Viertelfinale der Play-offs, doch 2010/11 und 2011/12 erreichte sein Team bereits das Halbfinale. Ab 2012 begann dann die Glanzzeit von IBF Falun, als die Mannschaft dreimal in Folge Meister wurde und auch 2017 den Titel holte. Enström wurde 2013 und 2015. Am 21. März 2024 gelang Rasmus Enström beim 11:2 gegen Mullsjö AIS sein eintausendster Scorerpunkt für IBF Falun in der SSL.

### UHC Alligator Malans
Am 9. Oktober 2023 gab Enström bekannt, Falun nach 15 Jahren zu verlassen und in die Schweiz zum UHC Alligator Malans zu wechseln. Er unterschrieb dort zunächst einen Einjahresvertrag. Am 2. Dezember 2024 gab Enström – unmittelbar vor seiner siebten Weltmeisterschaftsteilnahme – seine Vertragsverlängerung bei Alligator Malans um eine weitere Saison bekannt.

## Nationalmannschaft

### U19-Nationalmannschaft
2007 wurde Enström erstmals in die schwedische U19-Nationalmannschaft berufen.

### Herren-Nationalmannschaft
Rasmus Enström gab 2010 sein Debüt für die schwedische Nationalmannschaft im Rahmen der Euro Floorball Tour. Johansson wurde erstmals 2012 für die Weltmeisterschaft nominiert, wo Schweden bei der Unihockey-Weltmeisterschaft 2012 in der Schweiz WM-Gold gewann. Zwei Jahre später gewann Enström mit Schweden erneut Gold bei der Heim-WM 2024 in Göteborg. Nach zwei zweiten Plätzen mit Finalniederlagen gegen Finnland folgten 2020 und 2022 zwei weitere Weltmeistertitel.

#### WM-Teilnahmen
| Jahr | Gastgeber  | Platzierung |
| ---- | ---------- | ----------- |
| 2012 | Schweiz    | Weltmeister |
| 2014 | Schweden   | Weltmeister |
| 2016 | Lettland   | 2. Platz    |
| 2018 | Tschechien | 2. Platz    |
| 2020 | Finnland   | Weltmeister |
| 2022 | Schweiz    | Weltmeister |

Für die Weltmeisterschaft 2024 wurde Enström erneut nominiert.

## Persönliche Auszeichnungen
Enström wurde 2013 und 2015 vom Weltfloorballverband IFF als Weltunihockeyspieler des Jahres ausgezeichnet.